# Thân vương quốc Reuss-Gera
Thân vương quốc Reuss-Gera (tiếng Đức: Fürstentum Reuß-Gera) còn được gọi là Thân vương quốc Reuss Junior Line (tiếng Đức: Fürstentum Reuß jüngerer Linie) sau năm 1848, là một nhà nước có chủ quyền trong Đế quốc Đức, được cai trị bởi các thành viên của Nhà Reuss. Nó là một trong những nhà nước kế thừa của Bá quốc hoàng gia Reuss. Các Bá quốc Reuss, được đặt tên tương ứng theo thủ đô: Gera, Schleiz, Lobenstein, Köstritz và Ebersdorf, các bá tước đều được phong tước hiệu Vương hầu (Fürst) vào năm 1806. Những người đứng đầu chi nhánh kế vị của họ chia sẻ tước hiệu đó, trong khi các thành viên nhánh dưới cũng được phong tước vị Vương tử (Prinz). Tất cả các Thân vương của Reuss-Gera đều lấy vương hiệu là Heinrich kèm theo số la mã.

## Lãnh thổ
Lãnh thổ của 4 nhánh riêng biệt được hợp nhất từ năm 1824 đến năm 1848, vào thời điểm đó, nhánh cao cấp của Gera giữ chủ quyền đối với các nhánh thứ còn sót lại, vốn giữ quyền kế vị ngai vàng. Năm 1905, công quốc Reuss Junior Line có diện tích 827 km2 (319 dặm vuông) và dân số 145.000 người, với Gera là thủ phủ.
Sau Chiến tranh thế giới thứ nhất, lãnh thổ của Junior Line sáp nhập với Elder Line vào năm 1919 với tên gọi Nhà nước Nhân dân Reuss, trở thành một phần của bang Thuringia mới vào ngày 1 tháng 5 năm 1920.